# Пирапора
Пирапора (порт. Pirapora) општина је у бразилској држави Минас Жераис. Процјењени број становника је 52 326. Назив Пирапора долази од Тупи језика, и значи мјесто гдје живе рибе. Пирапора је постала општина 1911. године. Град је удаљен од административног центра ове државе Бело Хоризонтеа 323 km.
Град се налази на обали ријеке Сао Франсиско, најдуже бразилске ријеке која се у потпуности налази у Бразилу.

## Географија
У микрорегиону Пирапора се налазе градови:
- Buritizeiro
- Várzea da Palma
- Ibiaí
- Jequitaí
- São Romão
- Lassance
- Riachinho
- Santa Fé de Minas
- Lagoa dos Patos

На површини од око 23 квадратна километра се налази укупно 150 хиљада становника.

## Историја
Дијелови индијанског племена Cariris, су се, због страха од бијелог човјека, помјерили узводно уз ријеку Сао Франсиско. На крају се племе настанило на подручје данашњег мјеста Пирапора, гдје су подигли своје село. На мјесту на којем је било подигнуто село, данас се налази Трг Каририс.
Временом, су овдје почели долазити и бијелци у потрази за златом, рибом и авантуром. Бијелци су прихватали већину обичаја локалних индијанаца укључујући и градњу типичних индијанских колиба, прекривених сламом. Како је потрага за златом и рибарење врменом постало непрофитабилно, бијело становништво је одлазило. Међутим, не мали број бијелаца је ипак остао у селу. Живјећи заједно, индијанци и досељеници, су до 1861 од села направили центар округа. Ипак, највећи замајац у развоју мјеста је дошао са развојем пароброда, чиме је комуникација са мјестом постала једноставнија. 1894. године, компанија Companhia Cedro e Cachoeira, de Curvelo, је одлучила да у Пирапори направи велико складиште за памук и дрво, јер је за њихово подручје пословања Пирапора била идеално стратешко мјесто. Послије овога, Пирапора више никада неће бити иста.
1. јуна 1912, мјесто Пирапора, спојивши се са мјестом Курвелом је добило статус града, али под именом São Gonçalo das Tabocas. Тек је 1923. године, град обновио име Пирапора.
Још од времена Бразилског царства, постојали су планови за повезивањем Пирапоре жељезницом са Рио де Жанеиром. Ипак, конструкција жељезнице је почела у 20-им годинама 20-ог вијека. Овом приликом, је направљен и мост преко ријеке Сао Франсиско. Град је добио водовод 1913. године, исте године, када је у мјесто стигао и први телефон. Сљедеће године је мјесто добило и струју. Уз помоћ сенатора из овог краја, читав крај, укључујући и Пирапору је 60-година 20-ог вијека, укључен у програм индустријског развоја. Пирапора је постала енегретски центар, а 1975. године је при граду изграђен и индустријски дистрикт. Пилот пројекат наводњавања Пирапоре из 1978. године, створио је 1500 хектара плодног земљишта за узгој воћа. Евидентан успјех овог пројекта ће у будућности довести до још сличних пројеката.
Ипак, највећа предност, од самих почетака овог мјеста, била је и остаје стратешки положај луке на ријеци Сао Франсиско. Од саме појаве пароброда до данас лука је била највећи хранитељ породица и остваривач снова многих у Пирапори.

## Становништво
| 2010.  |
| ------ |
| 53.368 |

## Привреда
Геостратешки положај мјеста му је обезбиједио многе предности у индустријском смислу. Будући да се налази на ријеци и посједује жељезницу, Пирапора је постала центар протока и размјене разних роба за подручје сјеверног Минас Жераиса. У индустријској зони Пирапоре се налази око 5,5 милиона квадратних метара, производних и складишних простора. Трговина је једна од најјачих грана индустрије, а са њом и банкарство. Пољопривредне активности нису занемарљиве, а пилот пројект наводњавања је успјешно показао да је и ова привредна грана профитабилна у овом региону.